# 缝合海因螺
缝合海因螺（学名：Hindsia suturalis），是新腹足目峨螺科Hindsia属的一种。主要分布于中国大陆，常栖息在潮下带。